# Berthe Art
Berthe Constance Ursule Art (Bruselas, 26 de diciembre de 1857-27 de febrero de 1934) fue una pintora belga de bodegones.

## Biografía
Hija de Constance Luc y Ferdinand Art, vivió y trabajó en el 28 de Blanchestraat en Sint-Gillis, Bruselas. Fue alumna de Alfred Stevens y estuvo asesorada por Franz Binjé. Su pintura Estudio de la naturaleza muerta: uvas y perdices se incluyó en el libro de 1905 Mujeres Pintoras del mundo. Berthe Art exhibió su trabajo en el Palacio de Bellas Artes y en el Edificio de la Mujer para la Exposición Mundial Colombina de 1893 en Chicago, Illinois. Pese a ser lo más común en su época, Berthe nunca se casó.

## Círculo de Pintoras
Fue miembro del Club Cercle des Femmes Peintres, con sede en Bruselas que estuvo activo entre 1888 y 1893. Eran el equivalente belga de la French Union des Femmes Peintres et Sculpteurs. También formaron parte del club Jeanne Adrighetti, Alix d'Anethan, Marie de Bièvre, Marguérite Dielman, Mathilde Dupré-Lesprit, Mary Gasparioli, Marie Heijermans, Pauline Jamar,Rosa Leigh, Alice Ronner, Henriëtte Ronner-Knip, Rosa Venneman, Marguerite Verboeckhoven, Emma Verwee y Marie de Villermont. Organizaron exposiciones de arte en el museo local de Bruselas a partir de 1888, pero se disolvieron en 1902.

## Galerie Lyceum
Abrió una galería en Bruselas en 1911 junto con algunas amigas del entonces ya desaparecido Cercle des Femmes Peintres. La galería se llamaba Galerie Lyceum. Las fundadoras fueron Alice Ronner, Emma Ronner, Anna Boch, Louise Danse, Marie Danse, Juliette Wytsman y Ketty Gilsoul-Hoppe.

## Galería

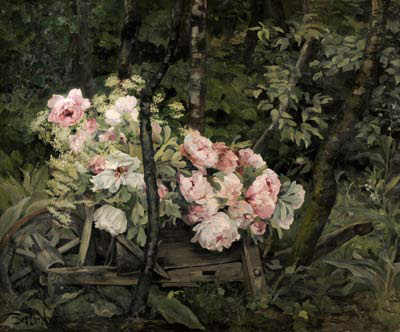
Brouettefleurie
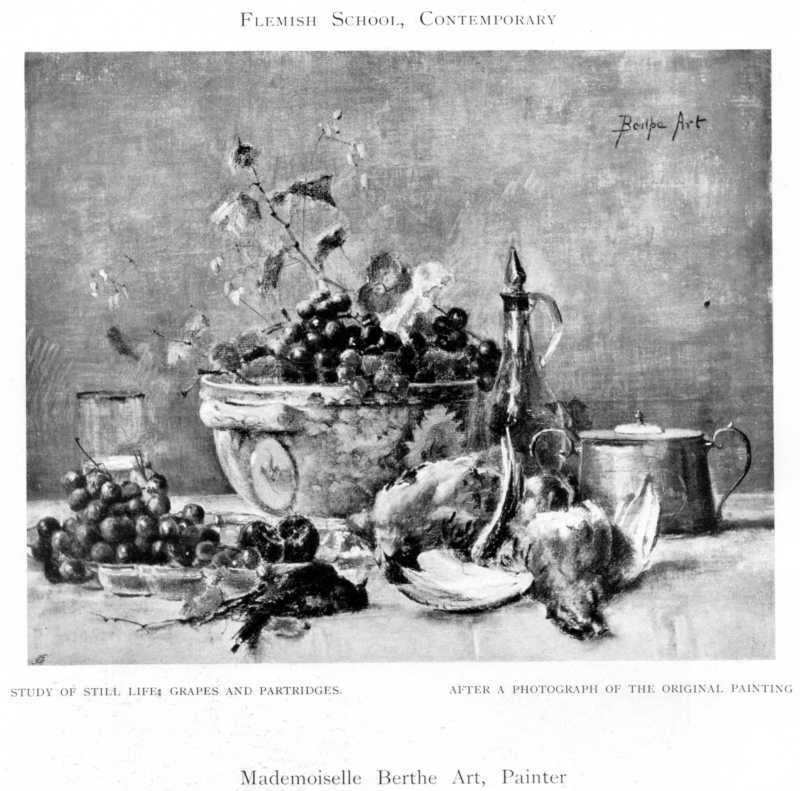
Still Life of Grapes and Partridges